# Рамизето
Рамизето (итал. Ramiseto) —  коммуна в Италии, в провинции Реджо-нель-Эмилия области Эмилия-Романья.
Население составляет 1367 человек (2008 г.), плотность населения составляет 14 чел./км². Занимает площадь 98 км². Почтовый индекс — 42030. Телефонный код — 0522.
Покровителями коммуны почитаются святые Киприан и Иустина, празднование 22 сентября.

## Демография
Динамика населения:

## Администрация коммуны
- Официальный сайт: